# Эстремадура (футбольный клуб)
«Эстремаду́ра» (исп. CF Extremadura) — бывший испанский футбольный клуб из города Альмендралехо, в провинции Бадахос в автономном сообществе Эстремадура. Домашние матчи проводил на стадионе «Франсиско де ла Эра», вмещающем 12 580 зрителей. Лучшим результатом является 17-е место в Примера в сезоне 1998/99. «Эстремадура» была расформирована в межсезонье 2010/2011, когда президент клуба и его главный акционер Педро Ньето отказался дальше содержать команду из-за долга в 6 миллионов евро, а второй совладелец клуба — мэрия Альмендралехо также отказалась оплачивать его счета, уделив внимание новому клубу, созданному в 2007 году.

## История
Почти тридцать лет с момента основания (с 1924 по 1952 годы) «Эстремадура» провела в низших региональных лигах. В 1952 году состоялся дебют в третьем испанском дивизионе Терсера, а уже в 1954 году команда заслужила повышение в испанскую Сегунду, где продержалась до 1961 года. После этого несколько десятилетий «Эстремадура» провела в блуждании между третьим дивизионом и региональной лигой.
Положение стало улучшаться лишь в конце 80-х годов, когда клуб добился права выступать в недавно созданной Сегунде В, а в 1994, спустя 34 года, клуб вернулся в Сегунду. Сезон 1995/96 принято считать одним из самых успешных в истории футбола провинции Эстремадура. Команда города Альмендралехо финишировала пятой в Сегунде, однако занявший четвёртое место дублирующий состав Мадридского Реала не мог выйти в Примеру из-за регламента. Таким образом «Эстремадура» получила право играть стыковые матчи за выход в высший футбольный дивизион Испании. В решающем двухматчевом противостоянии «Эстремадура» обыграла «Альбасете» с суммарным счётом 2-0 и впервые в истории вышла в Примеру.
Первый после повышения в Примеру сезон у «Эстремадуры» катастрофически не задался. Первые семь встреч завершились поражениями, а после девятнадцати матчей в графе Победы значился лишь один успех над «Реалом» из Сарагосы со счётом 2:1. Однако во втором круге первенства футболисты смогли слегка улучшить показатели и, по истечении сезона, клуб был лишь в одной строчке от сохранения прописки в высшем дивизионе.
Следующий сезон для отправившихся в Сегунду набираться опыта футболистов «Эстремадуры» ознаменовался приходом в команду нового тренера Рафаэля Бенитеса. В дебютном для себя сезоне Бенитес с командой занимают второе место в Сегунде, и в 1998 году клуб возвращается в Примеру.
Второй сезон в высшей лиге для «Эстремадуры» получился противоречивым. Один из самых скромных бюджетов среди клубов Примеры изначально обрекал клуб бороться за выживание. К концу сезона клуб шёл на спасительной семнадцатой строчке первенства, однако, проиграв в решающей битве клубу «Райо Вальекано» со счётом 0:2, вновь оказался в Сегунде. В 1999 году Рафаэль Бенитес покинул «Эстремадуру».
Следующие 2 сезона клуб пребывал в числе середняков Сегунды занимая 8-е и 11-е место соответственно. Удручающее финансовое положение не позволяло рассчитывать на что то большее. В сезоне 2001/02 «Эстремадура» занимает 21 место и опускается в Сегунду В.
Там, вплоть до 2006 года, предпринимаются отчаянные попытки совладать с охватившими команду игровым и административным кризисами.
В сезоне 2006/2007 «Эстремадура» занимает 16 место и впервые с 1990 года опускается в Терсеру. Однако из-за финансового скандала, вызванного шестимесячной задержкой заработной платы игрокам, миллионной задолженности и отказа президента клуба Педро Ньето выплачивать 600 000 евро для сохранения прописки в Терсере, Испанская Федерация футбола AFE принимает решение о переводе «Эстремадуры» в региональную лигу.
С 2007 года «Эстремадура» выступал в региональной лиге, балансируя на грани вылета. Финансовая задолженность команды составляла около 6 миллионов евро, что бесспорно являлось тяжёлым грузом для команды пятого по значимости испанского футбольного дивизиона. В том же году был основан новый клуб с похожим названием и эмблемой — «Эстремадура». Старый же клуб после вылета в шестую лигу был расформирован мэрией Альмендралехо — своим основным акционером.

## Стадион
12 октября 1951 года «Эстремадура» матчем с «Севильей» дебютировала на своём новом стадионе «Франсиско де ла Эра». Стадион оставался неизменным до 1996 года, когда старый стадион был полностью разрушен, а на его месте возведён новый вместимостью 11 580 зрителей, что вполне достаточно для города Альмендралехо с населением около 30 тысяч жителей.

## Сезоны по дивизионам
- Примера — 2 сезона
- Сегунда — 13 сезонов
- Сегунда B — 9 сезонов
- Терсера — 26 сезонов
- Региональные лиги — 8 сезонов

## Достижения
- Сегунда B
  - Победитель 1993/94
- Терсера
  - Победитель (3): 1953/54, 1965/66, 1989/90